# ماغي ويلسون
ماغي ويلسون هي متسابقة ملكة الجمال وممثلة فلبينية، ولدت في 15 مارس 1989 في باكولود في الفلبين.

## وصلات خارجية
- ماغي ويلسون على موقع IMDb (الإنجليزية)
- ماغي ويلسون على موقع قاعدة بيانات الفيلم (الإنجليزية)